# Trường Đại học Sư phạm Thể dục Thể thao Thành phố Hồ Chí Minh
Trường Đại học Sư phạm Thể dục Thể thao Thành phố Hồ Chí Minh là trường đại học nằm tại Thành phố Hồ Chí Minh, được thành lập từ những năm 1976. Hiện nay trường đào tạo giáo viên thể dục cho miền nam Việt Nam

## Lịch sử
Trường Đại học Sư phạm Thể dục Thể thao TP. Hồ Chí Minh, trước đây là trường Sư phạm Thể dục Miền Nam trực thuộc Bộ Giáo dục, được thành lập theo quyết định số 17/QĐ/GD ngày 24/3/1976, sau đó đổi tên thành trường Sư phạm Thể dục TW2.
Trường được công nhận là trường Cao đẳng Sư phạm Thể dục TW2 theo quyết định số 34/HĐBT ngày 08/6/1984.
Đến ngày 08/11/2005 Trường được Thủ tướng Chính phủ ra quyết định số 285/2005/QĐ-TTg Thành lập Trường Đại học Sư phạm Thể dục Thể thao Thành phố Hồ Chí Minh trên cơ sở Trường Cao đẳng Sư phạm Thể dục TW2

## Chức năng - nhiệm vụ
Nhiệm vụ chính của trường là đào tạo giáo viên thể dục trình độ cử nhân Đại học cho các trường phổ thông từ Quảng Trị trở vào, là trung tâm nghiên cứu khoa học về giáo dục thể chất và đào tạo chuẩn hóa giáo viên thể dục theo định chuẩn của Bộ Giáo dục và Đào tạo Việt Nam

## Thành tích
Với bề dày lịch sử phát triển như vậy, trường Đại học Sư phạm Thể dục Thể thao TP. Hồ Chí Minh vinh dự được Đảng và nhà nước trao tặng nhiều phần thưởng sau:
- Năm 1995 nhà trường được Nhà nước tặng thưởng Huân chương lao động hạng Ba
- Năm 1996 được Bộ Giáo dục và Đào tạo tặng cờ "Đơn vị tiên tiến xuất sắc",
- năm 2000 được Nhà nước tặng thưởng Huân chương lao động hạng Nhì, năm 2003 được Bộ Giáo dục và Đào tạo tặng bằng khen "Đơn vị tiên tiến xuất sắc",
- Ngoài ra Công đoàn và Đoàn Thanh niên trường nhiều năm liền là lá cờ đầu trong khối trường Cao đẳng - THCN TP. Hồ Chí Minh.